# Эйр Форс Эми
Дианна Сэлинджер (англ. Deanne Salinger), наиболее известная как Эйр Форс Эми (Air Force Amy; родилась 5 августа 1965 года) — американская проститутка, гламурная модель, порномодель и участница реалити-шоу. MSNBC назвал её «живой легендой в мире секса».

## Биография
Родилась и выросла в пригороде Кливленда, штат Огайо, и посещала приходскую частную школы со своими четырьмя братьями и сестрами. Занималась акробатикой, чечёткой, джазом, гимнастикой, балетом, была лидером чирлидеров и тамадой, работала добровольцем в доме престарелых и инвалидов. Занималась верховой ездой.
За три месяца до увольнения из Военно-воздушных сил США в 1990 году она обратилась в близлежащий бордель Chicken Ranch в Неваде, являющийся легальным борделем, и постоянно работала легальной и лицензированной проституткой в борделях Невады. Она работала в Chicken Ranch, Mustang Ranch (с 1994 по 1997 годы), Sagebrush Ranch, Cherry Patch Ranch, Sheri’s Ranch, Kit Kat Guest Ranch и Moonlite Bunny Ranch после 2000 года. Она зарабатывает от 10 тысяч до 50 тысяч долларов США в месяц. Эми убедила своего работодателя предложить Military Appreciation Night — специальное предложение для свободного секса среди солдат.
Она появилась в порнографическом фильме Lesbian Ho’Down at the Bunnyranch (2000) режиссёра Рона Джереми.
Эйр Форс Эми приняла участие в документальных фильмах телесети HBO о Moonlite Bunny Ranch в Неваде — Cathouse (2002), Cathouse 2 (2003) и Cathouse: The Series (2005). Она была названа «наиболее высокооплачиваемой за всё время» и «мастером игры». Серия She’s Got Game (2005) включает в себя её личный профиль. Она также появилась в телевизионной программе BBC The Brothel 2004 года, на ту же тему, и в документальном фильме Pornstar Pets 2005 года.